# Domaine royal
In Frankreich war die Entwicklung der Krondomäne, Domaine royal, aus kleinen Anfängen bis zu der Zeit, in der fast das ganze Königreich dazu gehörte, das entscheidende Mittel der politischen Einigung des Landes bis hin zur Durchsetzung des Absolutismus und des Zentralismus im 17. Jahrhundert.
Frankreich als Staat war seit seiner Gründung im 10. Jahrhundert vereinigt, bestand jedoch aus vielen Lehenswesen (fiefs mouvants de la couronne), deren Verwaltung Adligen und königlichen Verwandten zugewiesen war. Obwohl nicht Teil der Domaine royal, waren diese Lehenswesen ein integraler Bestandteil des Königreiches. Nominell stand der König über den Vasallen, die jedoch von Anfang einen hohen Grad an Selbstständigkeit beanspruchten, was zu Jahrhunderte währenden Spannungen innerhalb des Reiches führte, da der König de facto nur über die Krondomäne Herrschaft ausüben konnte. So gehörte es stets zur Politik der französischen Könige, die Krondomäne teils in Kriegen (z. B. in den Albigenserkriegen), teils durch eine geschickte Heiratspolitik sukzessive zu erweitern, d. h. den Vasallen unterstehende Territorien rechtssicher und auf Dauer in die Krondomäne einzuverleiben.
Seit der Thronbesteigung Heinrichs IV. im Jahr 1589 unterstanden das ganze Königreich Frankreich (mit allen seinen Lehenswesen) sowie durch Personalunion auch Niedernavarra der direkten Herrschaft des Königs. Heinrich IV. gliederte um 1607 fast alle seine südwestfranzösischen Besitzungen de jure der Domaine royal an (u. a. das Herzogtum Albret, die Grafschaften Armagnac, Bigorre und Foix). Ausnahmen bildeten das Béarn und das Königreich Navarra (de facto nur Niedernavarra), die in rechtlicher Hinsicht zunächst noch weiterbestanden. Von seinem Sohn, Ludwig XIII. von Frankreich und Ludwig II. von Navarra, wurden auch diese beiden 1620 Teil der Krondomäne. Seitdem war die Domaine royal identisch mit dem Königreich Frankreich.
Während der Französischen Revolution wurde durch ein Dekret vom 21. November 1790 die Krondomäne aufgelöst und in die republikanische Domaine national überführt.

## Entwicklung der Domaine royal
Die Domaine royal bestand bei der Thronbesteigung Hugo Capets 987 fast ausschließlich aus königlichen Rechten und darüber hinaus aus einem Gebiet, das in mehrere Teile zersplittert war und zum Beispiel einem Vergleich mit dem Machtbereich der Grafen von Blois und Champagne (ab 1022) nicht standhalten konnte.
In der Île-de-France waren lediglich die Grafschaft Senlis und die Burgvogtei (Châtellenie) Poissy Teil der Domaine royal, da Hugo Capet die Grafschaften Paris, Melun und Dreux an den Grafen Burchard I. der Ehrwürdige von Vendôme für dessen Unterstützung gegeben hatte; Paris und Melun erhielt Hugos Sohn Robert II. 1016 zurück, Dreux sein Enkel Heinrich I. im Jahr 1023.
Darüber hinaus gehörten weiter südlich die Grafschaften Orléans und Étampes zur Domaine royal und bildeten den größten Teil des königlichen Besitzes. Im Norden gehörten die Herrschaften Attigny in der Grafschaft Rethel sowie die wichtige Festung Montreuil im Ponthieu dazu.
In der Zeit bis zum Regierungsantritt König Philipps II. im Jahr 1180 gelang es nur, die versprengten Territorien miteinander zu verbinden: Heinrich I erwarb 1055 die Grafschaft Sens, Philipp I. 1068 die Grafschaft Gâtinais, 1074 das Vexin français und 1108 die Septaine de Bourges sowie Ludwig VI. 1112 die Grafschaft Corbeil und 1118 die Grafschaft Montlhéry.
Erst Philipp II. gelang die entscheidende Erweiterung der Krondomäne nach Westen (in die Normandie) und Süden (an der Loire), vor allem durch Siege gegen die dort herrschenden Engländer. Seinen Nachfolgern Ludwig VIII. und Ludwig IX. fielen das Poitou und das Languedoc zu. Demgegenüber stand die Einführung von Apanagen, mit denen jüngere Mitglieder der königlichen Familie versorgt wurden und durch die sich der Umfang der direkt unter dem Zugriff des Königs stehenden Gebiete zeitweise wieder reduzierte.
Im 14. Jahrhundert stand etwa ein Drittel Frankreichs unter direkter königlicher Verwaltung, im 16. Jahrhundert kamen durch Heirat das Bourbonnais und die Bretagne hinzu und zu Beginn des 17. Jahrhunderts schließlich die Besitztümer Heinrichs IV. Auch zwischen dem französischen König und dem Heiligen Römischen Reich umstrittene Gebiete z. B. in Flandern, dem Elsass, Burgund und der Provence wurden angegliedert.

## Entwicklung der Domaine royal in Bildern

Die Entwicklung der französischen Krondomäne
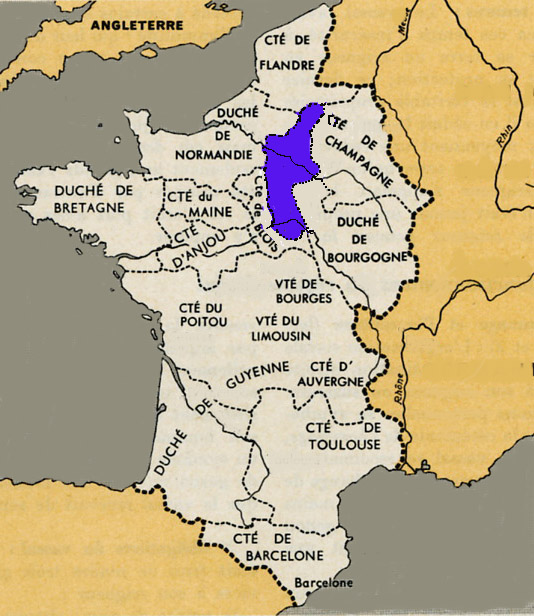
996
1030
1180
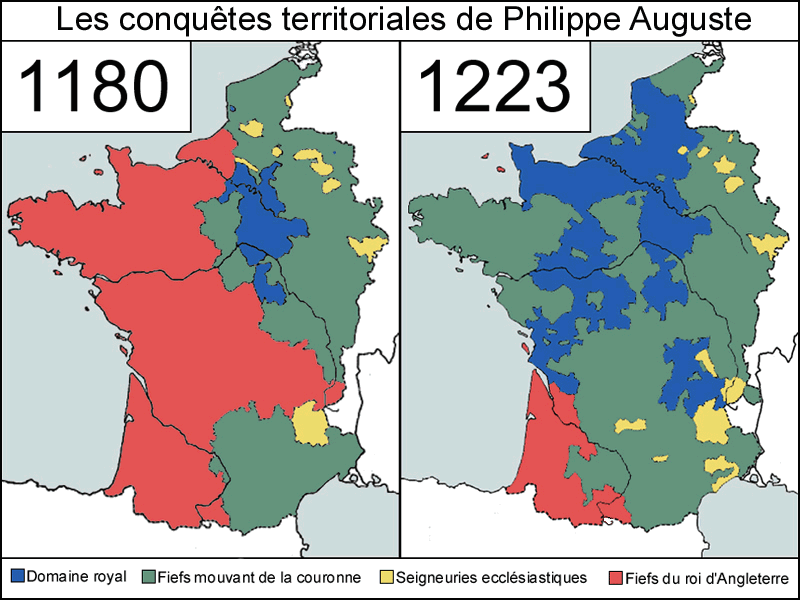
1223
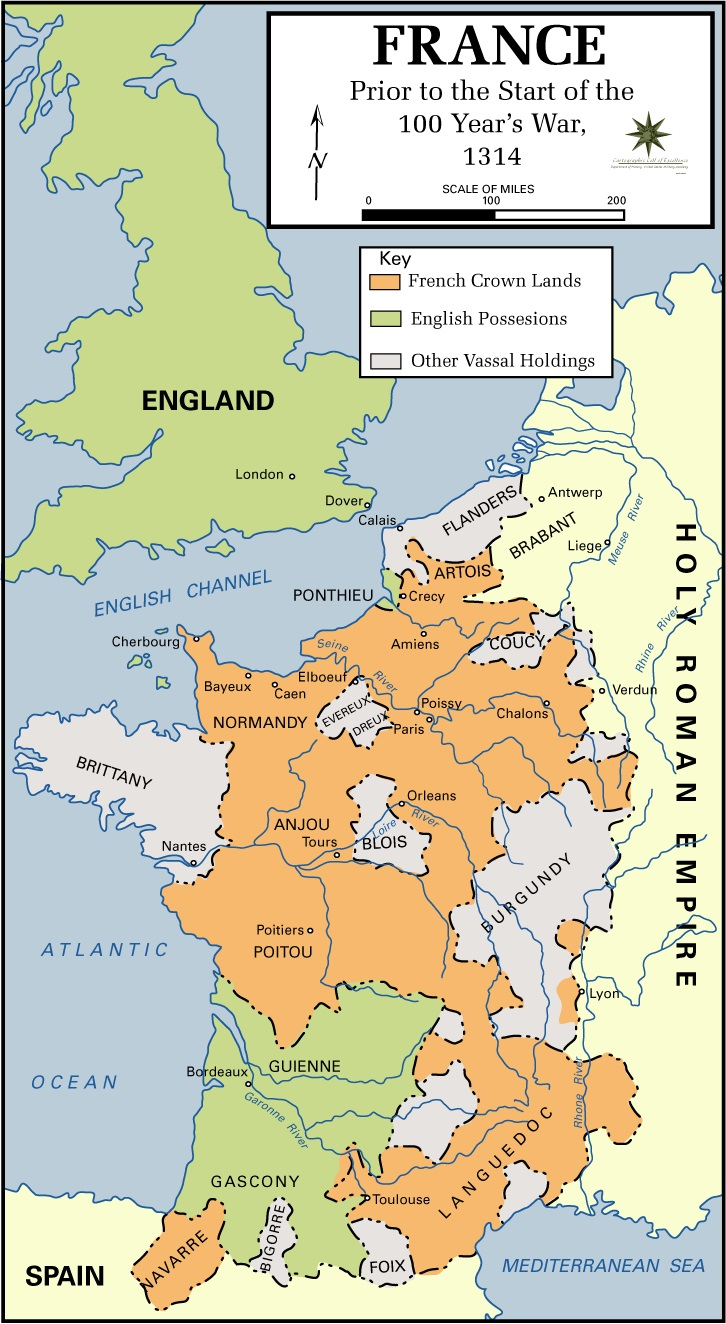
1314
1477
1532
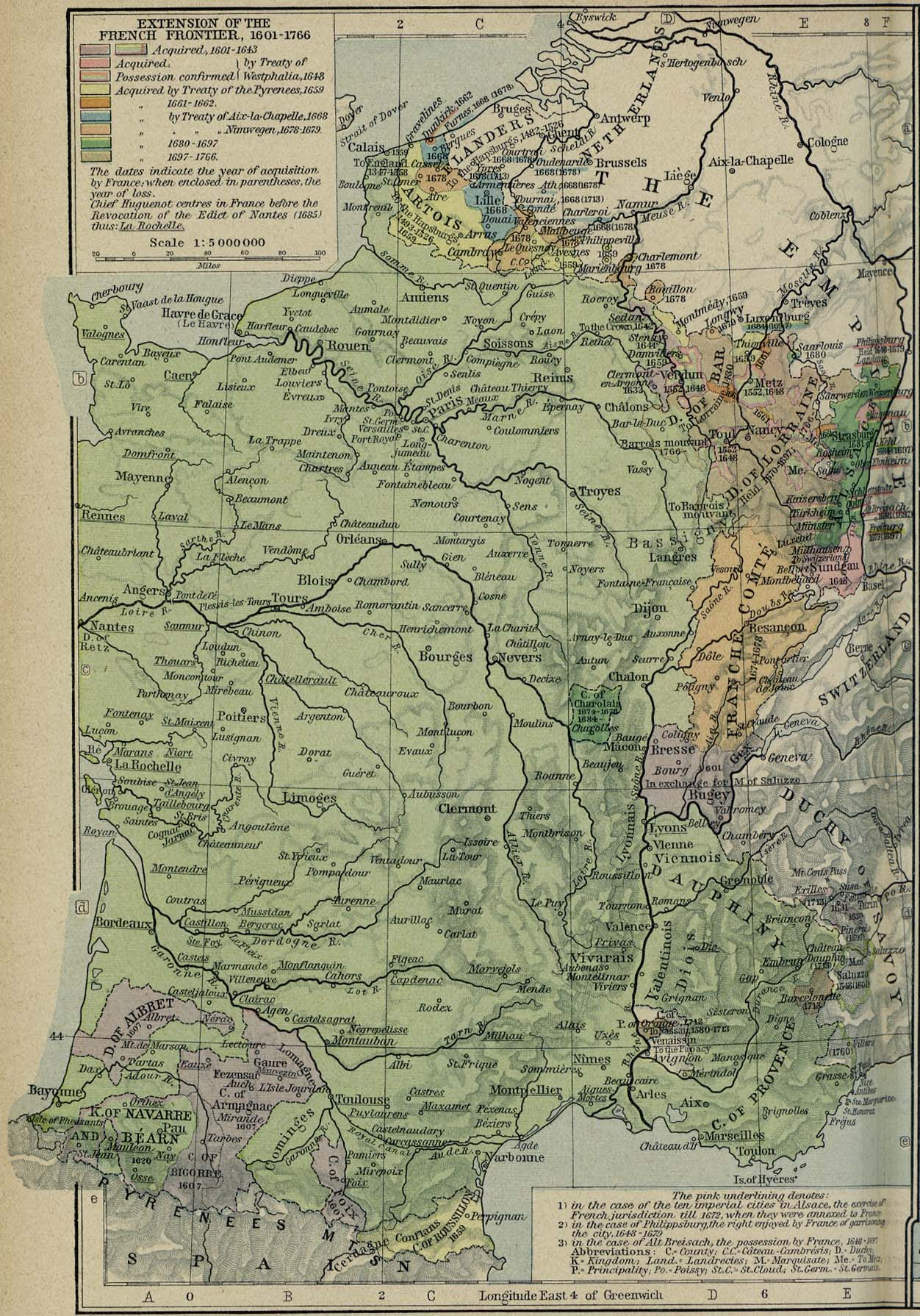
1600

## Chronologie des Wachstums der französischen Krondomäne bis 1620

### RegierungszeitRoberts II.(996–1031)
- 1016: die Grafschaft Paris und die Grafschaft Melun kehren in die Domaine royal zurück

### RegierungszeitHeinrichsI.(1031–1060)
- 1023: die Grafschaft Dreux kehrt in die Domaine royal zurück
- 1055: Annexion der Grafschaft Sens.

### RegierungszeitPhilipps I.(1060–1108)
- 1068: das Gâtinais
- 1074: das französische (im Gegensatz zum normannischen) Vexin
- 1081: Moret-sur-Loing
- 1108: Vizegrafschaft oder Septaine de Bourges

### RegierungszeitPhilipps II.(1180–1223)
- 1185: die Grafschaft Amiens
- 1191: die Grafschaft Vermandois wird erworben
- 1204: Konfiszierung des Herzogtums Normandie
- 1208: die Herrschaft La Ferté-Macé wird von Wilhelm VI. von La Ferté-Macé beschlagnahmt
- 1220: Die Grafschaft Alençon fällt mangels Erben für den Grafen Robert IV. an die Domaine royal

### RegierungszeitLudwigsIX.(1226–1270)
- 1239: Kauf der Grafschaft Mâcon
- 1255: Kauf der Grafschaft Beaumont-le-Roger von Raoul de Meulan
- 1259: Herrschaften Domfront und Tinchebray

### RegierungszeitPhilipps III.(1270–1285)
- 1271: die Grafschaft Toulouse, das Poitou und die Auvergne, Apanagen von Alfons von Poitiers kehren in die Domaine royal zurück
- 1274: Kauf der Grafschaft Nemours
- 1283: die Grafschaft Le Perche und die Grafschaft Alençon als Nachlass seines Bruders Peter.
- 1284: Kauf der Grafschaft Chartres

### RegierungszeitPhilipps IV.(1285–1314)
- 1284: Hochzeit von Philipp, dem zukünftigen König, mit Johanna, Tochter des Königs Heinrich I. von Navarra, Graf von Champagne; die Champagne wird mit der Domaine royal vereint.
- 1285–1295: Kauf der Grafschaft Guînes vom Grafen Arnold III., der ein Lösegeld aufbringen musste.
- 1292: Ostrevant
- 1308: Kauf der Grafschaft Angoulême, von Fougères und Lusignan von Jolanda I. von Lusignan
- 1313: Konfiszierung der Burgvogtei Tournai – obwohl Gebiet des Heiligen Römischen Reichs – von Marie de Mortagne.
- 1322: die Grafschaft Bigorre wird in die Domaine royal eingegliedert.

### RegierungszeitPhilipps VI.(1328–1350)
- 1336: Eroberung der Grafschaft Ponthieu, die 1360 dem englischen König zurückgegeben wird.
- 1349: Kauf der Herrschaft Montpellier von Jakob III., abgesetztem König von Mallorca.
- 1350–1360: nach der Hinrichtung von Raoul II. de Brienne, Graf von Guînes, Connétable von Frankreich, wegen Verrats wird die Grafschaft Guînes beschlagnahmt. Sie wird im Frieden von Brétigny an England abgetreten.

### RegierungszeitKarls V.(1364–1380)
- 27. Mai 1364: die Stadt Montivilliers wird aus der Grafschaft Longueville herausgelöst und unmittelbar in die Domaine royal integriert.
- 1371: Kauf der Grafschaft Auxerre

### RegierungszeitKarls VII.(1422–1461)
- 1434: Die Herrschaft Amboise wird beschlagnahmt: Louis d’Amboise hatte sich gegen Georges de La Trémoille, den Favoriten des Königs, verschworen.
- 1453: Eroberung der Guyenne (Aquitanien)
- 1454: Die Grafschaft Comminges wird in die Domaine royal eingegliedert
- 1457: Die Dauphiné wird in die Domaine royal eingegliedert

### RegierungszeitLudwigs XI.(1461–1483)
- 1477: die Grafschaft Ponthieu wird endgültig in die Domaine royal eingegliedert.
- 1478: die Grafschaft Boulogne wird durch Tausch erworben.
- 1482: durch den Vertrag von Arras werden das Burgund und die Picardie in die Domaine royal integriert.
- 1482: Vizegrafschaft Châtellerault wird ebenfalls eingegliedert.

### RegierungszeitKarls VIII.(1483–1498)
- 1483: die Herrschaften Chastel-sur-Moselle und Bainville werden dem Herzogtum Bar abgenommen.

### RegierungszeitLudwigs XII.(1498–1515)
- Juni 1498: die Grafschaft Provence und die Grafschaft Forcalquier
- 25. August 1498: die Grafschaft Comminges wird erneut in die Domaine royal integriert.

### RegierungszeitFranz’ I.(1515–1547)
- Eingliederung des Herzogtums Valois, das bereits seit dem 12. Jahrhundert von den Kapetinger als Apanage vergeben wurde
- Mit dem Verrat des Connétable von Bourbon fielen viele Lehen an die Domain royal zurück
- 1532: Angliederung des Herzogtums Bretagne

Ab der Regierungszeit Franz’ I. werden die Begriffe Domaine royal und Frankreich miteinander vermischt.

### RegierungszeitHeinrich’ IV.(1589–1610)
Mit der Regierungsübernahme Heinrichs IV. 1589 besteht die Domaine royale aus allen französischen Gebieten, mit der Ausnahme seiner riesigen personellen Domäne, Basse-Navarre, Béarn und Donezan.
- 1601 Annektierung von Bresse und weiteren Besitzungen nach der Krieg mit Savoy
- 1607 Eingliederung von Vendôme, Beaumont, Marle, La Fère, Soissons, Albret, Foix, Armagnac, Comminges, Bigorre, Limoges und Périgord. Sie werden de jure durch Erlass an die Domaine royal überliefert

### RegierungszeitLudwigs XIII.(1610–1643)
- 1620 sind die letzten Lehen innerhalb der Grenzen des Königreichs de jure eingegliedert: Basse-Navarre, Béarn und Donezan. Mit dieser Eingliederung besteht die Domaine royal aus dem ganzen Königreich Frankreich.

## Chronologie der weiteren Hinzufügungen an die französische Krondomäne

### RegierungszeitLudwigs XIV.(1643–1715)
- 1663: Neufrankreich wird in die Domaine royal einbezogen
- 1678: Die Franche-Comté (Freigrafschaft Burgund) fällt durch den Vertrag von Nimwegen an die Domaine royal.

### RegierungszeitLudwigs XV.(1715–1774)
- 1766: Lothringen fällt nach dem Tod Stanislaus Leszczinskis an die Domaine royal.

## Wikisource
Französischsprachige Wikisource:
- Édit d'union de la vicomté de Châtellerault à la Couronne de France (1482)
- Union au domaine royal de Chastel-sur-Moselle et Bainville qui avaient appartenu au duché de Bar (1483)
- Édit de réunion du Grafschaft Provence à la couronne de France (1498)